# William Hamilton Sewell
William Hamilton Sewell (* 27. November 1909 in Perrinton, Michigan; † 24. Juni 2001 in Madison, Wisconsin) war ein US-amerikanischer Soziologe, der 1971 als 62. Präsident der American Sociological Association (ASA) amtierte. Er wurde durch seine Beiträge zur Ungleichheitsforschung und zur sozialen Mobilität bekannt.
Sewell legte seine Bachelor- und Masterabschlüsse (1933 und 1934) im Fach Soziologie an der Michigan State University ab und promovierte 1939 zum Ph.D. an der University of Minnesota. Seit 1946 war er Professor an der  University of Wisconsin, der er ab 1967 als Kanzler vorstand. Nach einer kurzen Amtszeit während der Studentenunruhen kehrte er 1968 zu Forschung und Lehre zurück.
Sewell wurde 1973 in die American Academy of Arts and Sciences gewählt, 1976 in die National Academy of Sciences.
Sein Sohn ist der Historiker und Politikwissenschaftler William H. Sewell, Jr. (* 1940 in Stillwater/Oklahoma).